# Ecumenio
Ecumenio (en griego:Οἰκουμένιος, Oecumenius) fue un escritor griego comentarista de diversas partes del Nuevo Testamento. Su época es incierta y podría corresponder al siglo X lo que coincide con el hecho de que en sus comentarios se nombra a Focio, que vivió sobre la segunda mitad del siglo IX.
Se le atribuyen los siguientes comentarios:
- 1. Commentaria in Sacrosancla quatuor Christi, Evanqelia, . . . Autore quidem (ut plurismi sentitut) Oecumenio interprete vero Joannie Hentenio
- 2.  Εξηγήσεις εἰς τὰς πράξεις τω̂ν  Αποστόλων, E narrationes (s.Commentarii) in Acta Apostolorum
- 3.  Εξηγγ́σεις εἰς τὰς Παύλου ἐπιστολὰς πάσας, Commentarii in Epistolas Pauli omnes
- 4.  Εξηγήσεις εἰς τὰς ἑπτὰ καθολικὰς λεγομένας ἐπιστολάς, Commentarii in septem Epistolas quare Catholicae dicuntur
- 5.  Εἰς τὴν  ̓Ιωάννονυ ἀποκάλυψιν, In Joannis Apocalysim